# Floating Coffin
Floating Coffin (с англ. — «Парящий гроб») — четырнадцатый студийный альбом американской рок-группы Osees из Сан-Франциско. Он был выпущен 16 апреля 2013 года лейблом Castle Face Records. Это восьмой альбом, выпущенный под полным названием «Thee Oh Sees», после того как группа ранее была известна как «OCS», «The Ohsees» и «The Oh Sees». От начала до конца это хард-роковый, тяжёлый альбом с тяжёлыми барабанами, тяжёлыми гитарами и нокаутирующим ударом, которого не было у многих их песен раньше.
Это последний студийный альбом, в записи которого приняли участие басист Пити Дэммит и барабанщик Майк Шоун.

## История
Фронтмен Джон Дуайер описал альбом как «тяжелее» и «мрачнее», чем их предыдущие работы, и что «[Эти] песни возникают в мышлении мира, который постоянно охвачен войной».
Все участники группы были частью процесса записи, который состоялся в декабре 2012 года. Альбом был создан скорее как групповая работа, заявил Джон Дуайер: «Обычно я приношу [песни], и все как бы формируются вокруг [них], но на этот раз большая часть этой записи была написана вместе, как группа, чего мы не делали некоторое время [sic]». Ларс Финберг записал второстепенные ударные и гитару для альбома, но из-за обязательств с группой The Intelligence в конце 2012 и начале 2013 года он не гастролировал с Thee Oh Sees в период записи и выпуска альбома. Из-за этого концертный состав группы вернулся к своему прежнему воплощению из четырёх человек. Приглашённый музыкант К. Дилан Эдрич ранее записывал альт для Putrifiers II 2012 года и сделал это снова для Floating Coffin. Единственным приглашённым музыкантом в альбоме был Келли Штольц, который играл на клавесине.
Альбом был записан в The Hangar в Сакраменто, штат Калифорния, с Крисом Вудхаусом. Вудхаус также играл на ударных в альбоме, как он делал на предыдущих релизах с группой. Это первый альбом Thee Oh Sees, мастеринг которого также был выполнен Вудхаусом. До Floating Coffin он только записывал и сводил их альбомы, а процесс мастеринга выполняла третья сторона.

## Продвижение
8 февраля группа выпустила песню «Minotaur» для прослушивания и бесплатной загрузки на нескольких музыкальных новостных сайтах. Позже группа также выпустила второй трек «Toe Cutter-Thumb Buster» бесплатно. Эти песни, наряду с треком «Tunnel Time», были включены в живые выступления группы в течение нескольких месяцев до анонса Floating Coffin.
На песню «Minotaur» был создан видеоклип, режиссёрами которого выступили Джон Дуайер и Джон Харлоу. В видео представлены Джон Дуайер в роли минотавра, Бриджид Доусон в роли женщины, которую минотавр заточил в своей темнице, Майк Шоун в роли дерзкого рыцаря и Пити Даммит в роли трусливого пажа. Рыцарь и паж путешествуют по лесу, пытаясь найти логово минотавра. Достигнув лабиринта логова, минотавр обезглавливает рыцаря, а паж убегает с мечом рыцаря. Тем временем минотавр мечтает о дне на пляже с женщиной, которую он захватил, где она наслаждается его обществом, а не злится на него за то, что он удерживает её против её воли. Паж набирается смелости вернуться, чтобы сразиться с минотавром, и убивает его во сне. Паж освобождает женщину, и они сбегают из логова на дневной свет.
В нехарактерном для себя движении группа выпустила видеоклип на вторую песню альбома, «Toe Cutter-Thumb Buster». Это видео было снято Джоном Стронгом, который также снял видеоклип на песню «Lupine Dominus» из Putrifiers II. В видео изображён мужчина, тащащий тело к своей машине.

## Отзывы
| Совокупная оценка    | Совокупная оценка |
| Источник             | Оценка            |
| -------------------- | ----------------- |
| AnyDecentMusic?      | 7.7/10            |
| Metacritic           | 82/100            |
| Оценки критиков      |                   |
| Источник             | Оценка            |
| AllMusic             | [ 15 ]            |
| The Austin Chronicle | [ 16 ]            |
| Consequence of Sound | [ 17 ]            |
| Exclaim!             | 8/10              |
| Mojo                 | [ 19 ]            |
| NME                  | 8/10              |
| Paste                | 8.9/10            |
| Pitchfork            | 8.0/10            |
| PopMatters           | 7/10              |
| Uncut                | 9/10              |

Альбом получил всеобщее признание от музыкальных критиков. На интернет-агрегаторе Metacritic, который присваивает нормализованный рейтинг из 100 баллов по рецензиям основных изданий, альбом Floating Coffin получил средний балл 82 из 100, основанный на нескольких профессиональных рецензиях.
Шон Колдуэлл из No Ripcord похвалил альбом, назвав его «энтузиастичным и странным, идеальным балансом между искусно абсурдным и звуковым крепким». Эван Минскер из Pitchfork назвал Floating Coffin «ещё одним громким успехом», написав «альбом, наполненный великолепными мелодиями, плавными переходами, разрывающими гитарными соло и звёздной перкуссионной работой […] трудно не заметить, когда тексты песен отходят на второй план. Тем не менее, хотя Floating Coffin довольно хорошо справляется со своими жгучими мощными композициями, более тихие моменты добавляют столь необходимое звуковое разнообразие». Бека Гримм из Paste также похвалила альбом, написав «Coffin — это лёгкий, подходящий для весеннего прослушивания материал. Что-то в Thee Oh Sees всегда вздыхает тёплым воздухом. Этот альбом делает то же самое, но с поспешно-накачанным ударом, тяжёлым в его дыхании». Паула Мехия из Consequence of Sound написали, что, хотя некоторые треки были несфокусированными, альбом «является знаком того, что Thee Oh Sees далеки от смерти или выгорания. Они даже близко не подошли к этому».
Тим Сендра написал в AllMusic, что «Запись 2013 года в их обширном каталоге, Floating Coffin, странная. Не потому, что она экспериментальная, психоделическая или полна лоу-файной дикости; любая из этих вещей была бы в порядке вещей. Что делает эту запись странной, так это то, что в ней на самом деле нет ничего странного. От начала до конца это хард-роковый, тяжёлый альбом с тяжёлыми барабанами, тяжёлыми гитарами и нокаутирующим ударом, который не был у многих их песен раньше. Он по-прежнему основан на базовой гаражной панк-мании, а голос Дуайера по-прежнему визгливый, электрический (хотя здесь он гораздо спокойнее), но в альбоме есть солидный, деловой подход, который столь же успешен, сколь и шокирует. Дуайер написал партию песен, которые не сразу цепляют, как это было в предыдущих попытках, но сила и контроль написания идеально соответствуют музыке. Будь то жёсткий рок, как гвозди, в таких треках, как „Tunnel Time“ и „I Come from the Mountain“, замедление до металлического ползания в „Strawberries 1+2“ или медленное разворачивание песни, как в „No Spell“ в стиле Wipers, в музыке есть ясность, которая впечатляюще мгновенна. Пара песен могут даже хорошо звучать в саундтреке к фильму, как, например, рейв-ап в исполнении Бриджид Доусон „Maze Fancier“, и этого нельзя было сказать о большей части их предыдущих работ, какими бы хорошими они ни были. Только завершающий космический ду-уоп „Minotaur“ немного разрушает чары, но к тому времени тяжесть полностью утонула, и небольшой перерыв был бы как раз кстати. Это может быть просто ещё один одноразовый эксперимент для Thee Oh Sees, а их следующий альбом может стать концептуальным альбомом дабпанка, но Floating Coffin станет успешным набегом в мир прямолинейного, тяжёлого рока, не странного альтернативного инди-рока».

## Список композиций
| №                   | Название                   | Длительность |
| ------------------- | -------------------------- | ------------ |
| 1.                  | «I Come from the Mountain» | 4:30         |
| 2.                  | «Toe Cutter/Thumb Buster»  | 3:32         |
| 3.                  | «The Floating Coffin»      | 2:21         |
| 4.                  | «No Spell»                 | 4:28         |
| 5.                  | «Strawberries 1 + 2»       | 5:47         |
| 6.                  | «Maze Fancier»             | 3:16         |
| 7.                  | «Night Crawler»            | 4:12         |
| 8.                  | «Sweets Helicopter»        | 2:45         |
| 9.                  | «Tunnel Time»              | 4:09         |
| 10.                 | «Minotaur»                 | 4:53         |
| Общая длительность: | Общая длительность:        | 39:53        |

| №   | Название                                  | Длительность |
| --- | ----------------------------------------- | ------------ |
| 11. | «There Is a Balm in Gilead» (Traditional) | 0:30         |

## Участники записи
Следующие музыканты внесли свой вклад в Floating Coffin:
Thee Oh Sees
- Джон Дуайер — вокал, гитара, фотограф
- Бриджид Доусон — вокал, клавишные
- Пити Дэммит — бас, гитара
- Майк Шоун — ударные, гитара

Дополнительные музыканты
- Келли Штольц — клавесин
- К. Дилан Эдрих — альт
- Ларс Финберг — вторая ударная установка, бонусные гитары
- Крис Вудхаус — ручная перкуссия

Продакшн
- Крис Вудхаус — звукорежиссёр, сведение, мастеринг
- Мэтт Бринкман — оформление
- Мэтт Джонс — макет